# DDR-Mannschaftsmeisterschaft im Schach 1959
Bei der DDR-Mannschaftsmeisterschaft im Schach 1959 gewann TSC Oberschöneweide die DDR-Mannschaftsmeisterschaft zum ersten Mal.
Gespielt wurde ein Rundenturnier, wobei jede Mannschaft gegen jede andere jeweils vier Mannschaftskämpfe an acht Brettern austrug, dem sogenannten Halb-Scheveninger System. Insgesamt waren es 60 Mannschaftskämpfe, also 480 Partien.

## DDR-Mannschaftsmeisterschaft 1959

### Kreuztabelle der Oberliga (Rangliste)
|   | Verein              | 1    | 2    | 3    | 4    | 5    | 6    | Punkte |
| - | ------------------- | ---- | ---- | ---- | ---- | ---- | ---- | ------ |
| 1 | TSC Oberschöneweide |      | 17,5 | 16,5 | 21,0 | 21,0 | 25,5 | 101,5  |
| 2 | SC Einheit Dresden  | 14,5 |      | 19,0 | 18,5 | 20,0 | 28,0 | 100,0  |
| 3 | SC Chemie Halle     | 15,5 | 13,0 |      | 17,5 | 21,0 | 23,5 | 90,5   |
| 4 | BSG Motor Gotha     | 11,0 | 13,5 | 14,5 |      | 16,0 | 19,5 | 74,5   |
| 5 | SC Rotation Leipzig | 11,0 | 12,0 | 11,0 | 16,0 |      | 20,0 | 70,0   |
| 6 | BSG Einheit Rostock | 6,5  | 4,0  | 8,5  | 12,5 | 12,0 |      | 43,5   |

### Die Meistermannschaft
| 1.            | TSC Oberschöneweide |
| Schachfiguren | Alphabetische Reihenfolge: Fritz Baumbach, Werner Golz, Horst Handel, Berthold Koch, Hans Platz, Horst Rittner, Schindler, Olaf Thal |

### 1. DDR-Liga
| Platz | Verein                 | Punkte |
| ----- | ---------------------- | ------ |
| 1     | TSC Oberschöneweide II | 69,0   |
| 2     | Wissenschaft Potsdam   | 64,0   |
| 3     | SC Chemie Halle II     | 61,0   |
| 4     | Motor Zeiss Jena       | 57,0   |
| 5     | Lok Berlin-Pankow      | 52,0   |
| 6     | Einheit Berlin-Pankow  | 50,5   |
| 7     | Lok Leipzig Mitte      | 48,5   |
| 8     | Rotation Dresden       | 46,0   |

### 2. DDR-Liga
| Platz | Verein                         | Punkte |
| ----- | ------------------------------ | ------ |
| 1     | Wissenschaft Greifswald        | 67,0   |
| 2     | Lok Waren-Rethwisch            | 64,0   |
| 3     | Dynamo Berlin Mitte            | 61,0   |
| 4     | Motor Abus Dessau              | 59,5   |
| 5     | Wissenschaft Berlin-Karlshorst | 59,5   |
| 6     | SG Lauchhammer                 | 49,0   |
| 7     | Motor Berolina Berlin          | 47,0   |
| 8     | TSC Oberschöneweide III        | 41,0   |

| Platz | Verein                    | Punkte |
| ----- | ------------------------- | ------ |
| 1     | Wismut Wilkau-Haßlau      | 61,5   |
| 2     | SC Einheit Dresden II     | 58,0   |
| 3     | Wissenschaft Uni Leipzig  | 57,0   |
| 4     | Aufbau Dresden Mitte      | 56,0   |
| 5     | Motor Görlitz             | 55,5   |
| 6     | Motor RFT Gera            | 55,0   |
| 7     | Aktivist Oelsnitz         | 54,5   |
| 8     | Motor Gohlis Nord Leipzig | 50,5   |

### Aufstiegsspiele
| Platz | Verein                 | Punkte |
| ----- | ---------------------- | ------ |
| 1     | Aufbau Börde Magdeburg | 21,5   |
| 2     | Medizin Wismar         | 10,0   |
| 3     | Chemie Wittenberge     | 09,0   |
| 4     | Dynamo Friedland       | 07,5   |

| Platz | Verein                  | Punkte |
| ----- | ----------------------- | ------ |
| 1     | Rotation Berlin         | 14,5   |
| 2     | Wissenschaft Potsdam II | 12,0   |
| 3     | Chemie Schwarzheide     | 12,0   |
| 4     | Chemie Fürstenwalde     | 09,5   |

| Platz | Verein                 | Punkte |
| ----- | ---------------------- | ------ |
| 1     | SC Rotation Leipzig II | 15,5   |
| 2     | Fortschritt Plauen     | 13,0   |
| 3     | Lok Zittau             | 11,5   |
| 4     | Motor Zeiss Jena II    | 08,0   |

| Platz | Verein                  | Punkte |
| ----- | ----------------------- | ------ |
| 1     | Chemie Leuna            | 14,5   |
| 2     | Motor Ruhla             | 12,5   |
| 3     | Wissenschaft Leipzig II | 11,0   |
| 4     | Chemie Ilmenau          | 10,0   |

## DDR-Mannschaftsmeisterschaft der Frauen 1959
| Platz | Verein                    | Punkte |
| ----- | ------------------------- | ------ |
| 1     | Motor Gohlis Nord Leipzig | 18,5   |
| 2     | Empor Potsdam             | 16,5   |
| 3     | TSC Oberschöneweide       | 15,5   |
| 4     | Empor Tangermünde         | 14,5   |
| 5     | Aufbau Börde Magdeburg    | 13,0   |
| 6     | Traktor Ebeleben          | 12,0   |

| Platz | Verein                   | Punkte |
| ----- | ------------------------ | ------ |
| 1     | SC Chemie Halle          | 18,0   |
| 2     | Einheit Freiberg         | 16,5   |
| 3     | Motor Nord Erfurt        | 16,0   |
| 4     | Lok Cottbus              | 15,5   |
| 5     | Uni Wissenschaft Leipzig | 13,0   |
| 6     | Lok Dresden              | 11,0   |

Endspiel
Das Finale um die DDR-Meisterschaft fand am 23. und 24. Mai 1959 in Naumburg statt. In zwei Runden gewann Chemie Halle gegen Motor Gohlis Nord jeweils 4½:1½.

## Jugendmeisterschaften
Die Endrunden der Jugend-Mannschaften fanden Anfang Dezember 1959 in Schönebeck (Elbe) (Jungen) und Potsdam (Mädchen) statt. 
| Altersklasse | männlich            | weiblich      |
| ------------ | ------------------- | ------------- |
| Jugend       | SC Rotation Leipzig | Empor Potsdam |